# Leptasthenura platensis
Leptasthenura platensis là một loài chim trong họ Furnariidae.